# 薩格勒布路面電車

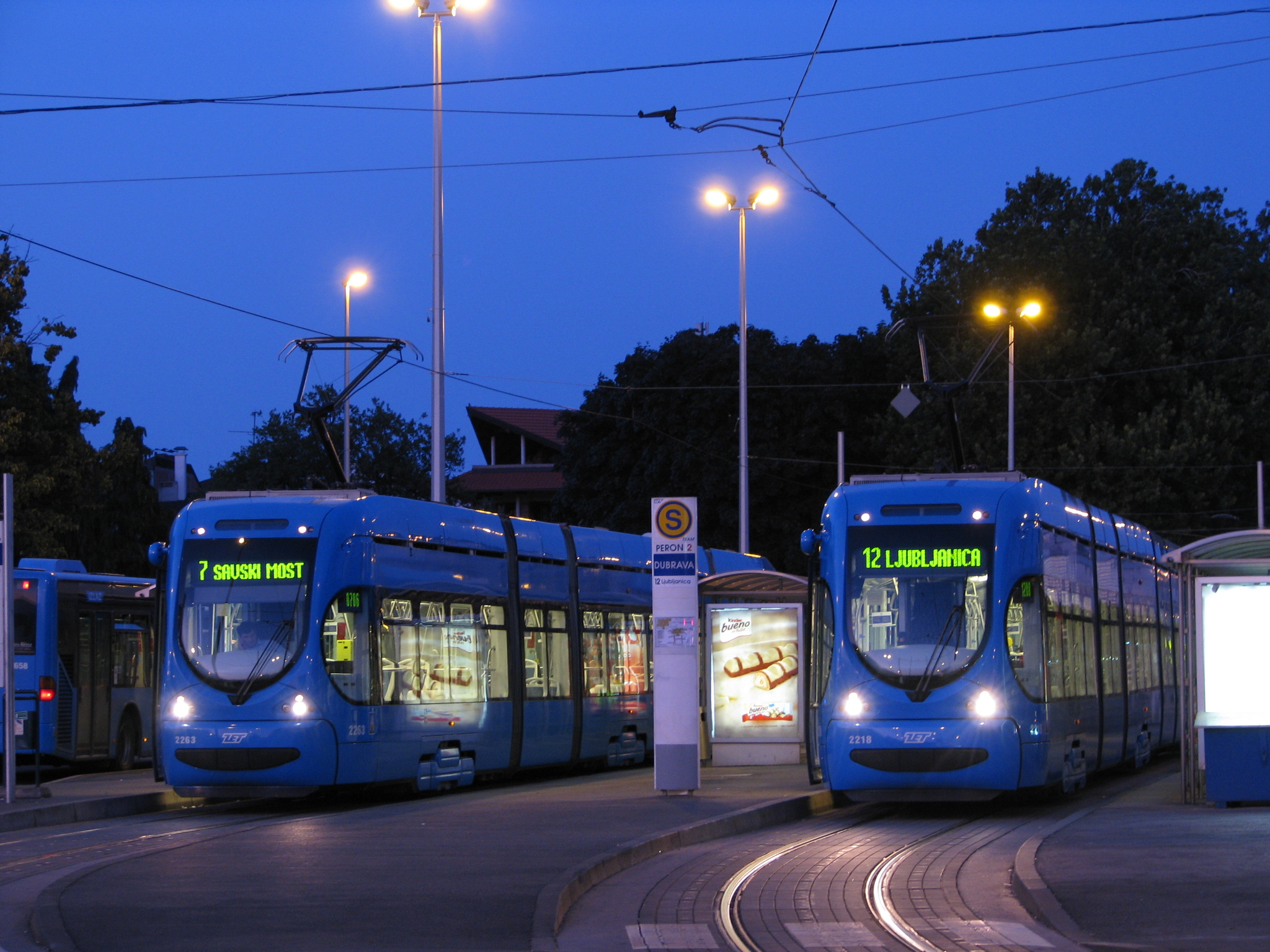
薩格勒布路面電車

薩格勒布路面電車是克羅埃西亞首都薩格勒布的路面電車系統，包括15條日間路線和4條夜間路線，全長116.3（72.3英里）。薩格勒布的首條路面電車運行開始於1891年，當時以馬車作為動力。首個以電力作為動力的列車則出現在1910年。2008年，薩格勒布路面電車乘客數有2.04億人次。

## 外部連結
- ZET – official webpage （页面存档备份，存于） （英文）